# Conus conco
Espèce
Conus conco est une espèce de mollusques gastéropodes marins de la famille des Conidae.
Comme toutes les espèces du genre Conus, ces escargots sont prédateurs et venimeux. Ils sont capables de « piquer » les humains et doivent donc être manipulés avec précaution, voire pas du tout.

## Description
La taille de la coquille atteint 45 mm. 

## Distribution
Cette espèce est présente dans l'océan Pacifique au large des îles Marquises.

## Taxonomie

### Publication originale
L'espèce Conus conco a été décrite pour la première fois en 2015 par les malacologistes Nicolas Puillandre (d), Reto Stöcklin, Philippe Favreau, Estelle Bianchi, Frédéric Perret, Audrey Rivasseau, Loïc Limpalaër, Éric Monnier (d) et Philippe Bouchet dans la publication intitulée « Molecular Phylogenetics and Evolution »,.

### Synonymes
- Conus (Lividoconus) conco Puillandre, Stöcklin, Favreau, Bianchi, Perret, Rivasseau, Limpalaër, Monnier & Bouchet, 2015 · appellation alternative
- Lividoconus conco (Puillandre, Stöcklin, Favreau, Bianchi, Perret, Rivasseau, Limpalaër, Monnier & Bouchet, 2015) · non accepté

### Identifiants taxinomiques
Chaque taxon catalogué par les bases de données biologiques et taxonomiques possède un identifiant qui permet d'établir un point de référence. Les identifiants de Conus conco dans les principales bases sont les suivants :
CoL : XX7N - GBIF : 7606108 - iNaturalist : 1236196 - NCBI : 791975 - WoRMS : 834464